# Quintanillabón
Quintanillabón es una localidad del municipio burgalés de Briviesca, en la Comunidad Autónoma de Castilla y León (España). 
La iglesia está dedicada a san Andrés Apóstol.

## Localidades limítrofes
Confina con las siguientes localidades:
- Al norte con Vileña y La Vid de Bureba.
- Al noreste con Berzosa de Bureba.
- Al este con Grisaleña.
- Al sureste con Cameno.
- Al suroeste con Briviesca.
- Al oeste con Aguilar de Bureba.

## Demografía
| Gráfica de evolución demográfica de Quintanillabón entre 1842 y 1960 |
| |
| Población de derecho según los censos de población del INE. Población de hecho según los censos de población del INE.En este censo se denominaba Quintanillalón: 1842. Entre el censo de 1970 y el anterior, este municipio desaparece porque se integra en el municipio Briviesca. |

Evolución de la población
| Gráfica de evolución demográfica de Quintanillabón entre 2000 y 2017 |
|                                                                      |
| Población de derecho (2000-2017) según el padrón municipal del INE   |

## Historia
Así se describe a Quintanillabón en el tomo XIII del Diccionario geográfico-estadístico-histórico de España y sus posesiones de Ultramar, obra impulsada por Pascual Madoz a mediados del siglo XIX:

Villa con ayuntamiento en la provincia, diócesis, audiencia territorial y capitanía general de Burgos (8 leguas), partido judicial de Briviesca (3/4). Situada en llano y sobre la falda oriental de un pequeño cerro; su clima es bastante frío; reinan por lo regular los vientos N y O, y las enfermedades que comúnmente se padecen son los reúmas y tercianas. Consta de 43 casas, inclusa la de ayuntamiento, que sirve también de cárcel; una escuela de educación primaria frecuentada por 18 alumnos de ambos sexos, dotada con 700 reales; una fuente de buenas aguas dentro de la población; una iglesia parroquial (San Andrés) servida por un beneficiado entero, otro medio y un sacristán; y una ermita (Nuestra Señora de Barruso) que sirve de cementerio, inmediata a la villa. Confina el término N la Vid; E Grisaleña; S Briviesca, y O Aguilar. El terreno es secano y su mayor parte pizarroso, corriendo por él el río Oca, sobre el que hay un puente de madera próximo a la población. Los caminos son de ruedas y comunican con los pueblos limítrofes. Correos: se reciben de la capital del partido por los mismos interesados. Producciones: trigo, centeno, cebada, legumbres, yerbas de pasto y algunas frutas; cría ganado lanar y caballar; caza de liebres y perdices, y pesca de anguilas, barbos y cangrejos. Industria: la agrícola y 2 molinos harineros. Población: 30 vecinos, 94 almas. Capital productivo: 740.600 reales. Imponible: 72.332. Contribución: 2.620 reales 17 maravedíes.
Diccionario geográfico-estadístico-histórico de España y sus posesiones de Ultramar